# Frank Fredrikson
Sigurður Franklin „Frank“ Fredrickson (11. června 1895 Winnipeg, Manitoba – 28. května 1979 Toronto, Ontario) byl kanadský reprezentační hokejový útočník.
S reprezentací Kanady získal jednu zlatou olympijskou medaili (1920).

## Klubové statistiky
| Sezona                 | Klub                     | Soutěž            | Základní část | Základní část | Základní část | Základní část | Základní část | Play off | Play off | Play off | Play off | Play off |
| Sezona                 | Klub                     | Soutěž            | Z             | G             | A             | B             | TM            | Z        | G        | A        | B        | TM       |
| ---------------------- | ------------------------ | ----------------- | ------------- | ------------- | ------------- | ------------- | ------------- | -------- | -------- | -------- | -------- | -------- |
| 1913–14                | Winnipeg Falcons         | MHL-Sr.           | 11            | 13            | 7             | 20            | 0             | —        | —        | —        | —        | —        |
| 1914–15                | Winnipeg Falcons         | MHL-Sr.           | 8             | 10            | 5             | 15            | 0             | 1        | 1        | 0        | 1        | 0        |
| 1915–16                | Winnipeg Falcons         | MHL-Sr.           | 6             | 13            | 3             | 16            | 14            | —        | —        | —        | —        | —        |
| 1916–17                | Winnipeg 223rd Battalion | MHL-Sr.           | 8             | 17            | 3             | 20            | 40            | —        | —        | —        | —        | —        |
| 1919–20                | Winnipeg Falcons         | MHL-Sr.           | 10            | 23            | 5             | 28            | 12            | 6        | 22       | 5        | 27       | 2        |
| 1920–21                | Victoria Aristocrats     | PCHA              | 21            | 20            | 12            | 32            | 3             | —        | —        | —        | —        | —        |
| 1921–22                | Victoria Aristocrats     | PCHA              | 24            | 15            | 10            | 25            | 26            | —        | —        | —        | —        | —        |
| 1922–23                | Victoria Cougars         | PCHA              | 30            | 39            | 16            | 55            | 26            | 2        | 2        | 0        | 2        | 4        |
| 1923–24                | Victoria Cougars         | PCHA              | 30            | 19            | 8             | 27            | 28            | —        | —        | —        | —        | —        |
| 1924–25                | Victoria Cougars         | WCHL              | 28            | 22            | 8             | 30            | 43            | 8        | 6        | 3        | 9        | 8        |
| 1925–26                | Victoria Cougars         | WHL               | 30            | 16            | 8             | 24            | 89            | 8        | 3        | 2        | 5        | 16       |
| 1926–27                | Detroit Cougars          | NHL               | 16            | 4             | 6             | 10            | 12            | —        | —        | —        | —        | —        |
| 1926–27                | Boston Bruins            | NHL               | 28            | 14            | 7             | 21            | 33            | 8        | 2        | 2        | 4        | 20       |
| 1927–28                | Boston Bruins            | NHL               | 41            | 10            | 4             | 14            | 83            | 2        | 0        | 1        | 1        | 4        |
| 1928–29                | Boston Bruins            | NHL               | 12            | 3             | 1             | 4             | 24            | —        | —        | —        | —        | —        |
| 1928–29                | Pittsburgh Pirates       | NHL               | 31            | 3             | 7             | 10            | 28            | —        | —        | —        | —        | —        |
| 1929–30                | Pittsburgh Pirates       | NHL               | 9             | 4             | 7             | 11            | 20            | —        | —        | —        | —        | —        |
| 1930–31                | Detroit Falcons          | NHL               | 24            | 1             | 2             | 3             | 6             | —        | —        | —        | —        | —        |
| 1930–31                | Detroit Olympics         | IHL               | 6             | 0             | 1             | 1             | 2             | —        | —        | —        | —        | —        |
| PCHA celkem            | PCHA celkem              | PCHA celkem       | 105           | 93            | 46            | 139           | 83            | 2        | 2        | 0        | 2        | 4        |
| WCHL a WHL celkem      | WCHL a WHL celkem        | WCHL a WHL celkem | 58            | 38            | 16            | 54            | 132           | 16       | 9        | 5        | 14       | 24       |
| NHL celkem             | NHL celkem               | NHL celkem        | 161           | 39            | 34            | 73            | 206           | 10       | 2        | 3        | 5        | 24       |
| Konec hokejové kariéry |                          |                   |               |               |               |               |               |          |          |          |          |          |